# Leptochilus rivalis
Leptochilus rivalis är en stekelart som beskrevs av Giordani Soika 1986. Leptochilus rivalis ingår i släktet Leptochilus och familjen Eumenidae. Inga underarter finns listade i Catalogue of Life.